# Războiul de 100 de Ani (1337–1360)
Războiul Edwardian a fost prima fază a războiului de o sută de ani între Franța și Anglia. A fost numit după regele Edward al III-lea al Angliei, care a revendicat tronul francez în contradicție cu regele Filip al VI-lea al Franței. Conflictul dinastic a fost cauzat de disputele legate de suveranitatea feudală franceză asupra Aquitania și de pretențiile engleze asupra titlului regal francez. Regatul Angliei și aliații săi au dominat această fază a războiului.
Edward a moștenit ducatul din Aquitania, iar ca duce de Aquitania a fost un vasal lui Filip al VI-lea al Franței. Edward a acceptat inițial succesiunea lui Philip, dar relația dintre cei doi regi a fost înfricoșată când Philip a aliat cu inamicul lui Edward, regele David al II-lea al Scoției. Edward, la rândul său, a oferit refugiu lui Robert III de Artois, fugar francez. Când Edward a refuzat să se supună cererilor lui Philip pentru expulzarea lui Robert din Anglia, Philip a confiscat ducatul din Aquitaine. Acest război a precipitat și, curând, în 1340, Edward s-a declarat rege al Franței. Edward III și fiul său Eduard Prințul Negru au condus armatele lor într-o campanie de mare succes în Franța, cu victorii notabile la Auberoche (1345), Crécy (1346), Calais (1347) și La Roche-Derrien (1347). Ostilitățile au fost întrerupte la mijlocul anilor 1350 pentru stoparea morții negre. Apoi războiul a continuat, iar englezii au fost victorioși în bătălia de la Poitiers (1356), unde regele francez, Ioan al II-lea, a fost capturat și ținut pentru răscumpărare. Armistițiul de la Bordeaux a fost semnat în 1357 și a fost urmat de două tratate la Londra în 1358 și 1359.
După ce tratatele de la Londra au eșuat, Edward a lansat campania Rheims, care, deși în mare măsură nu a reușit, a condus la Tratatul de la Brétigny, care a stabilit anumite terenuri în Franța pe Edward pentru renunțarea la pretențiile sale la tronul francez. Acest lucru a fost cauzat în parte de Luna Neagră, furtuna ciudată care a devastat armata engleză și a forțat pe Edward III să intre în discuții de pace. Această pace a durat nouă ani; dar apoi a început oa doua fază a ostilităților cunoscute sub numele de Războiul Carolin.

## Legături externe
- The Online Froissart. A digital edition of the Chronicles of Jean Froissart.